# Sänningen, Hälsingland
Sänningen är en sjö i Ljusdals kommun i Hälsingland och ingår i Ljusnans huvudavrinningsområde. Sjön är 12 meter djup, har en yta på 1,77 kvadratkilometer och befinner sig 319 meter över havet. Sjön avvattnas av vattendraget Sänningsån.

## Delavrinningsområde
Sänningen ingår i det delavrinningsområde (688780-150494) som SMHI kallar för Utloppet av Sänningen. Medelhöjden är 358 meter över havet och ytan är 10,63 kvadratkilometer. Det finns inga avrinningsområden uppströms utan avrinningsområdet är högsta punkten. Sänningsån som avvattnar avrinningsområdet har biflödesordning 4, vilket innebär att vattnet flödar genom totalt 4 vattendrag innan det når havet efter 161 kilometer. Avrinningsområdet består mestadels av skog (80 procent). Avrinningsområdet har 1,78 kvadratkilometer vattenytor vilket ger det en sjöprocent på 16,7 procent.